# Francesco Ricci (matematico)

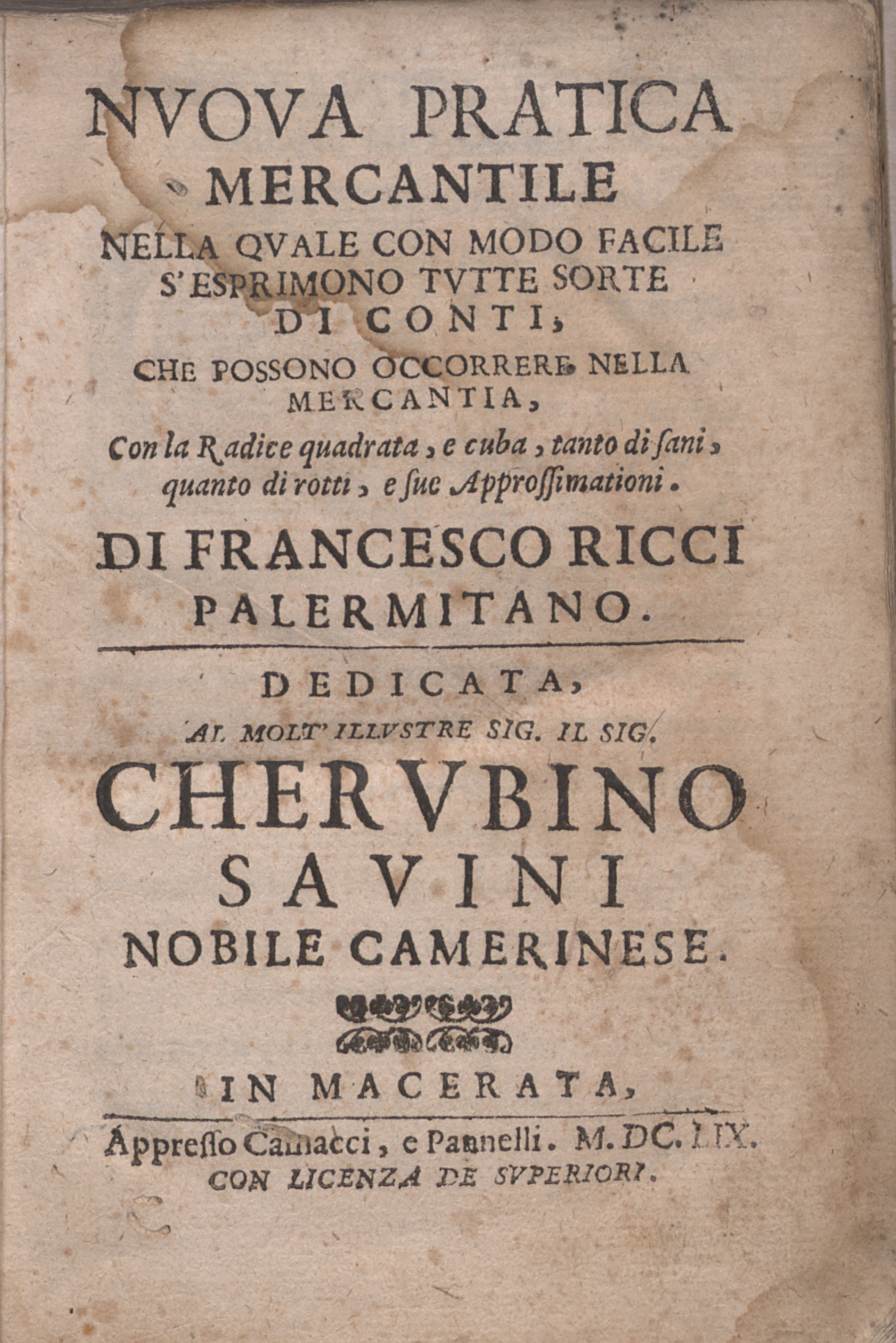
Nuova pratica mercantile, 1659

Francesco Ricci (Palermo, ... – XVII secolo) è stato un economista e matematico italiano, autore di opere di aritmetica e ragioneria commerciale.

## Biografia
Vissuto nella seconda metà del XVII secolo, Francesco Ricci insegnò matematica privatamente e in scuole pubbliche e fu una figura di «pratico» nelle conoscenze scientifiche.
Di origine palermitana, pubblicò nel 1659 a Macerata il manuale Nuova pratica mercantile per l'insegnamento della contabilità mercantile.
Nel 1667 pubblicò a Urbino l'opuscolo Tesoro aritmetico, contenente operazioni numeriche e frazionarie, elementi contabili e cambi monetari italiani ed europei. L'opera fu da lui dedicata alla marchesa Maria Christiana Malaspina d'Olivola ne' Bonaventuri. Ricci fu anche poeta in lingua latina, inserendo all'inizio del Tesoro aritmetico un epigramma latino dedicato allo stemma nobiliare della marchesa Malaspina.

## Opere
- Nuova pratica mercantile, Macerata, Carlo Antonio Camacci e Giacomo Filippo Pannelli, 1659.
- Tesoro aritmetico, Urbino, 1667.